# Kálmán Kulcsár

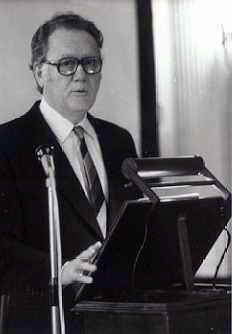
Kálmán Kulcsár

Kálmán Kulcsár (* 27. Juni 1928 in Erdőtelek, Komitat Heves, Königreich Ungarn; † 4. September 2010 in Budapest, Ungarn) war ein ungarischer Rechtssoziologe und Politiker.

## Leben
Nach seinem Jura-Studium, das er in Budapest absolvierte, war er an der Ungarischen Akademie der Wissenschaften zunächst Forschungsmitarbeiter, dann von 1969 bis 1983 Direktor des Instituts für Soziologie. 1982 wurde er als Vollmitglied in die Akademie aufgenommen, 1983 wurde er zu deren stellvertretendem Generalsekretär gewählt. Er lehrte 1963 bis 1970 als Assistenzprofessor an der Universität Pécs, danach als ordentlicher Professor an der Loránd-Eötvös-Universität in Budapest.
Vom 29. Mai 1988 bis zum 22. Mai 1990 war er ungarischer Justizminister in den Kabinetten von Károly Grósz und Miklós Németh. In dieser Zeit leitete er die Vorbereitung einer neuen Verfassung. Von 1990 bis 1993 war er Botschafter Ungarns in Kanada.

## Werke

### Monographien
- Rechtssoziologische Abhandlungen. 1980, ISBN 963-05-1896-1
- A népi ülnök a bíróságon; englische Übersetzung: People’s assessors in the courts. A study on the sociology of law, 1982, ISBN 963-05-2849-5
- Contemporary Hungarian society, 1984, ISBN 963-13-1839-7
- A modernizáció és a jog; englische Übersetzung: Modernization and law, 1992, ISBN 963-05-6278-2
- Két világ között. Rendszerváltás Magyarországon 1988–1990, 1994, ISBN 963-05-6845-4; deutsche Übersetzung: Systemwechsel in Ungarn 1988–1990: Analysen und Erinnerungen des damaligen ungarischen Justizministers, 1997, ISBN 3-465-02869-4

### Beiträge in Büchern und Zeitschriften
- Ungarn, Deutschland, Europa – der Umbruch in historischer Perspektive. In: Gabriele Gorzka (Hrsg.): Ungarn im Wandel. Zwischenbilanz und Aspekte der ungarisch-deutschen Beziehungen. 1995, ISBN 3-8046-8829-2.
- Prospects and realities. An outline of a potential version in the political development of Europe. (PDF; 158 kB) In: Ferenc Glatz (Hrsg.): Europäische Visionen. 1995, ISBN 963-04-5463-7.
- Grundlagen und Praxis der sozialistischen Gesetzlichkeit in Ungarn. In:  Gert Bender u. a.(Hrsg.): Recht im Sozialismus, Band 3. 1999, ISBN 3-465-02798-1